# Baranavicsi

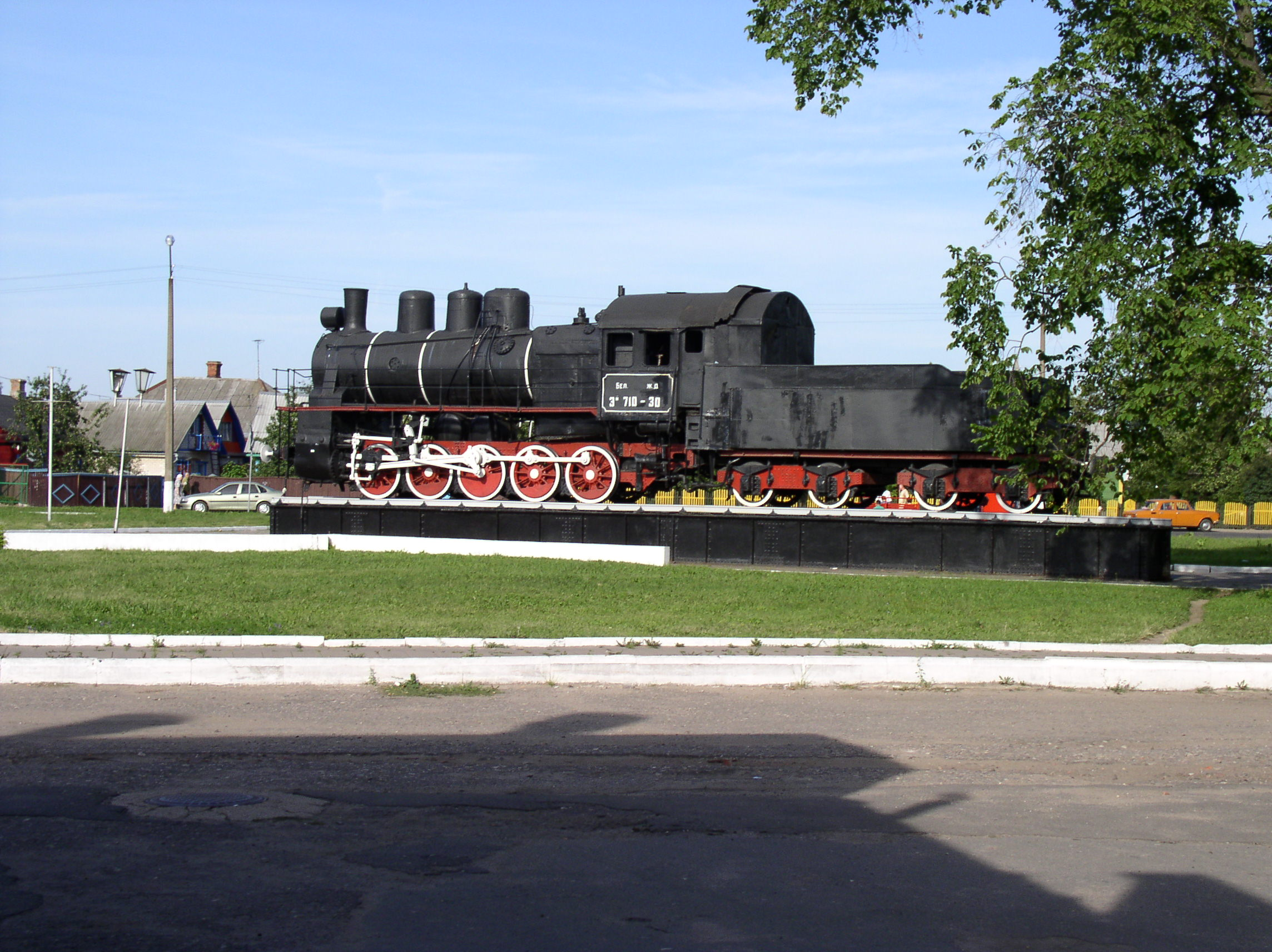
Régi gőzmozdony a vasúti pályaudvaron

Baranavicsi (Баранавiчы, oroszul Барановичи – Baranovicsi, lengyelül Baranowicze) járási jogú város Fehéroroszország Breszti területének keleti részén, a Baranavicsi járás székhelye. 2024-ben becsült lakossága 171,3 ezer fő volt, ezzel az ország 8. legnépesebb városa. Közigazgatási területe 54,9 km². 1939–1954 között a Baranovicsi terület székhelye volt. Fontos vasúti csomópont, a Varsó–Breszt–Minszk–Moszkva főútvonal mentén fekszik, Breszttől 205 km-re északkeletre, Minszktől 138 km-re délnyugatra.

## Történelem
Baranavicsi viszonylag rövid múltra tekint vissza. Az azonos nevű falu (akkoriban a Rozwadowski-család birtoka) első említése 1706-ból származik. A település az 1870-es években indult gyors növekedésnek, amikor megépültek a vasútvonalak (itt keresztezte egymást a Varsó–Moszkva és a Vilna–Lemberg vasútvonal). A településnek 1883-ban 2 ezer, 1897-ben 4,6 ezer, 1921-ben pedig 11 ezer lakosa volt. 1919-ben kapott városi jogokat. 1920–1939 között Lengyelország Nowogródeki vajdaságának járási (powiat) székhelye volt. Ekkoriban még lakosságának nagy részét zsidók alkották. A lengyelek fontos garnizonvárossá fejlesztették az akkori lengyel–szovjet határon fekvő Baranavicsit. 1939-re már 27,4 ezer lakója volt. 1939 szeptemberében a Belorusz SZSZK-hoz csatolták, területi székhellyé vált. A német megszállás (1941. június 25. – 1944. július 8.) alatt a város súlyos károkat szenvedett. A zsidó lakosságot (akiknek egy része még 1939-ben menekült ide Lengyelország német megszállásakor) gettóba tömörítették, majd 1942 folyamán különféle koncentrációs táborokba szállították. A háború után (bár 1954-ben elveszítette területi székhely rangját) gyors fejlődésen, iparosodáson ment keresztül.

## Gazdaság
Repülőgépek javítása, szerszámgépgyártás (forgácsológépek), autóaggregát-gyár, pamutüzem, élelmiszeripar (tej-, sör- és húsüzem). Kisebb hőerőmű.  A város fontos vasúti csomópont, 6 irányba ágaznak el a sínek (Breszt, Minszk, Rivne, Białystok, Aszipovicsi, Lida). Mellette halad el az M1-es autópálya is, mely gyors összeköttetést biztosít a fővárossal.

## Nevezetességek
- Kresztovozdvizsenszkij-fatemplom (1924).
- Vasúti emlékmű (mozdony), a pályaudvaron látható.
- Pokrovszkij-székesegyház (1924–1928, neoklasszicista) – a lerombolt varsói ortodox templom mozaikjainak felhasználásával épült.
- Alekszandr Nyevszkij-templom – a középkori orosz templomok stílusában épült az 1990-es években.

## Híres lakosai
Ott született:
- Maja Berezowska (1898–1978) lengyel grafikusnő,
- Vladzimir Szoltan (1953–1997) belarusz zeneszerző.

## Testvérvárosok
- Biała Podlaska, Lengyelország
- Ferrara, Olaszország
- Gdynia, Lengyelország
- Heinola, Finnország
- Jelgava, Lettország
- Kinyesma, Oroszország
- Mityiscsi, Oroszország
- Mława, Lengyelország
- Novovolinszk, Ukrajna
- Šiauliai, Litvánia
- Stockerau, Ausztria
- Vaszileosztrovszkij kerület (Szentpétervár), Oroszország
- Poltava, Ukrajna
- Jejszk, Oroszország